# Крошнозерское общество
Крошнозе́рское о́бщество — сельское общество, входившее в состав Ведлозерской волости Олонецкого уезда Олонецкой губернии.
Общество объединяло населённые пункты, расположенные в окрестностях озера Крошнозеро.
В настоящее время территория общества относится к Крошнозерскому сельскому поселению Пряжинского района Карелии.
Согласно «Списку населённых мест Олонецкой губернии по сведениям за 1905 год» общество состояло из следующих населённых пунктов:
| №   | Населённый пункт    | Река или озеро, на котором расположено поселение | Расстояние до уездного города в верстах | Всего жителей |
| 735 | 1. Спиридо́н-на́волок | оз. Крошнозеро                                   | 90                                      | 243           |
| 736 | 2. Ёрш-на́волок      | оз. Крошнозеро                                   | 91                                      | 206           |
| 737 | 3. Ко́тчура          | оз. Крошнозеро                                   | 91                                      | 179           |
| 738 | 4. Хо́лма            | оз. Крошнозеро                                   | 90                                      | 50            |
| 739 | 5. Родин-Ярви       | оз. Родинъярви                                   | 82                                      | 17            |